# Бахман, Пауль
Пауль Бахман (нем. Paul Bachmann; 22 июня 1837, Берлин — 31 марта 1920, Веймар) — немецкий математик. получил известность как автор ряда книг о теории чисел.
Его внук Фридрих Бахман также стал математиком.

## Книги
- Elemente der Zahlentheorie 1892
- Arithmetik der quadratischen Formen, 1898
- Die Lehre von der Kreistheilung und ihrer Beziehungen zur Zahlentheorie, 1872 (online)
- Allgemeine Arithmetik der Zahlenkörper 1923
- Analytische Zahlentheorie, 1894
- Niedere Zahlentheorie, 2 Bde. 1902, 1910
- Das Fermat-Problem in seiner bisherigen Entwicklung, 1919